# サニックスワールドラグビーユース交流大会
サニックスワールドラグビーユース交流大会は、高校生世代のラグビーユニオン国際大会である。毎年4月28日～5月5日の間で福岡県宗像市のグローバルアリーナで開催される。日本ラグビーフットボール協会、サニックススポーツ振興財団、グローバルアリーナの共催。男子は15人制、女子は7人制で実施する。

## 歴史
男子15人制の大会として2000年からスタートした。国内8チーム、海外8チームの計16チームで行われる（ただし2009年の第10回大会は、海外9チームを含む20チームで開催した）。
女子7人制の競技は、2013年に国内4チームで始まった。2014年からは、国内4チーム、海外4チームの計8チームで行われている。
2020年開催予定の第21回大会は、新型コロナウイルス感染症の世界的流行により感染拡大防止のため、中止された。2021年開催予定の第22回大会は、男女とも海外チームを呼ばずに国内チームのみで開催予定だったが緊急事態宣言を受けて、中止となった。
2022年は海外チームを呼ばずに国内チームのみの開催となった。
2023年、4年ぶりに海外チームが参加する国際大会として開催した。ただし、男子15人制は2019年より少なく、国内6チーム、海外6チームの計12チームとなった。
2024年は、2019年と同じチーム数（男子16、女子8）に戻った。
2025年の男子海外チーム枠は前年と同じ8チームの予定だったが、2チーム減の6チーム出場にとどまったため、国内チームを2チーム増やした。

## 概要

### 予選会「裏花園」
後述「予選会歴代優勝校」も参照。
1月1日から1月5日ごろまでの期間で、本大会と同じグローバルアリーナ（福岡県宗像市）で行われる。この予選会の優勝校は、日本チーム枠の1つとして4月からの本大会に出場できる。
出場資格は、全国高等学校ラグビーフットボール大会（通称「花園」）に出場していない、各都道府県予選における上位校。在学1・2年生で、登録選手28名以上を有する高校とする。同時期に行われる「花園」に対して、この予選会は通称「裏花園」と呼ばれる。

### 本大会・男子15人制
4月28日～5月5日の期間内で、出場16チームが予選リーグと順位決定トーナメントの2ステージで優勝を競う。

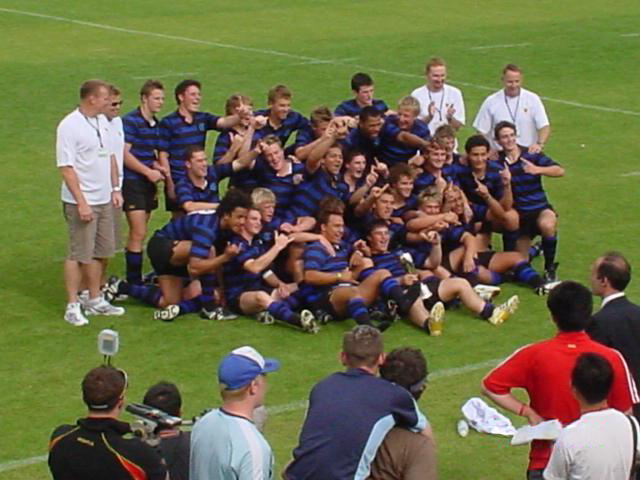
2006年優勝チームはクライストチャーチ・ボーイズ・ハイスクール（ニュージーランド）

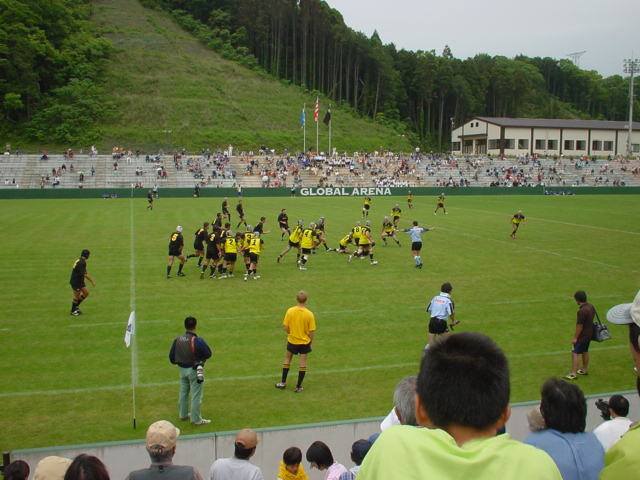
ボーランド農業ハイスクール（南アフリカ）対仙台育英高校（2002年の決勝戦）

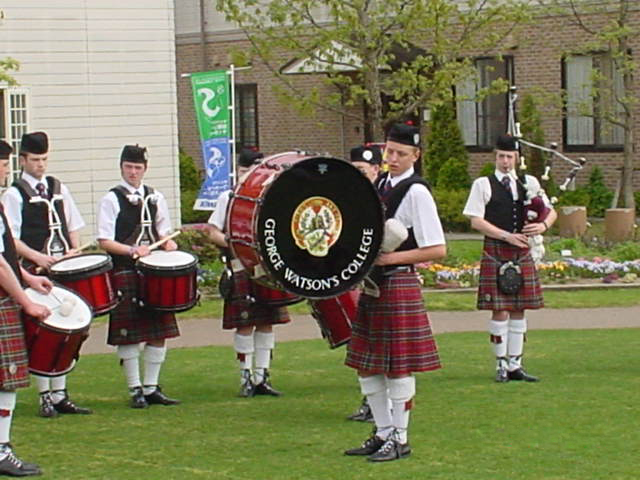
スコットランドのジョージ・ワトソンズ・カレッジ・パイプス＆ドラムズ（2006年大会にて）

予選リーグでは、4チームずつの4つのプールに均等に分けられ、3日間の間、各プール内で総当たり戦を行う。
順位決定トーナメントは、大会から第9回大会まで2日間で行われ、各チームの試合数が全部で5試合だった。2009年の第10回大会には、海外9チームを含む20チームが参加し、予選リーグでは、4チームずつの5つのプールに分かれた。また、順位決勝トーナメントが1日伸びて3日間となった結果、試合数も6試合に増えた。試合日数と試合数の増加が評価され、それ以降の大会が16チームで行われるにもかかわらず、継続されてきた。
国内８チームの選抜方法は、前年度開催の全国高等学校ラグビーフットボール大会のベスト４進出校が優先的に選ばれ、残り４校のうち３校に関しては、基本的に地元九州内の高校が選ばれることが多いが、予選大会の上位３校が選ばれたこともある。
残り1校は、毎年1月はじめに国内16校によるサニックスワールドラグビーユース交流大会予選会で優勝した高校になる。全国大会に出場できなかった全国の上位校が集まり、順位決定トーナメント方式で4試合を行う。1月1日から5日まで全国大会の裏で行われているので、いつからか「裏花園」と呼ばれている。
海外参加校に関しては、各国協会に委ねられている。その為、必ずしもその国のチャンピオン校が参加する訳でもない。ニュージーランド勢の優勝が多いのは、国内高校王者が、参加しているのが要因と思われる（過去20回大会のうち、9回の優勝を誇る）。単独の高校チームの世界大会として注目されている。また、日本では、春の選抜、冬の選手権と並ぶ高校世代の3大タイトルの一つである。
2019年大会までで参加選手数は約13,000人に及び、うち145人が後に各国のシニア代表となった。ワールドカップ2019日本大会では、この大会への出場経験者が25人いた。
2024年大会では出場資格を変更し、旧3年生中心で前年度12-1月に開催した全国高等学校ラグビーフットボール大会上位校は2チームにおさえ、直近3月開催の新2年生・新3年生による全国高等学校選抜ラグビーフットボール大会の上位4チームを出場させている。

### 本大会・女子7人制
4月28日～5月5日の期間内で行われる。
2013年にの初回大会（エキジビションマッチ）では、出場国内4チームが1つのプールで総当たり戦を行った。翌2014年から海外4チームも加わることによって、プールが２つに増え、競技も男子15人制のと同く、選リーグと順位決定トーナメントの2ステージで行われるようになった。
各式典では、スコットランドのバグパイプバンドの演奏が定番となっている。2000年と2002年は、ヴェール オヴ アソル パイプバンド。2001年は、ダラー アカデミー パイプバンド。2003年からは、ジョージ ワトソンズ カレッジ パイプス＆ドラムズ。
2018年大会から、各チームから推薦された選手で構成される合同チームのエキシビションマッチが行われる。

## 歴代優勝チーム

### 男子15人制
チーム別ではハミルトン・ボーイズ・ハイスクール（ニュージーランド）が最多4回の優勝、国別ではニュージーランドが最多10回の優勝を誇る。また、南アフリカの代表が6回にわたり優勝している。
ニュージーランドのチームが2003年から4連覇し、2010年から5連覇をしたが、2015年以降は優勝から遠ざかっている。
海外チームが参加する通常年において、2024年大会で初めて日本チーム（大阪桐蔭高等学校）が優勝した。2022年は国内チームのみの対決。
| 大会年     | 優勝                                                         | 準優勝                                                       | 3位                                                                            | 備考          |
| ---------- | ------------------------------------------------------------ | ------------------------------------------------------------ | ------------------------------------------------------------------------------ | ------------- |
| 2000年大会 | キングス スクール（オーストラリア）                          | ポール ルース ハイスクール（南アフリカ）                     | アラヌイ ハイスクール（ニュージーランド）、ダラー アカデミー（スコットランド） |               |
| 2001年大会 | グレー カレッジ セカンダリー スクール（南アフリカ）          | セント ピーターズ カレッジ （ニュージーランド）              | セント マリーズ カレッジ（アイルランド）、東福岡高等学校（福岡）               |               |
| 2002年大会 | ボーランド アグリカルチェラル カレッジ（南アフリカ）         | 仙台育英高等学校（宮城）                                     | ラトゥ カダヴレヴ ハイスクール（フィジ―）                                      |               |
| 2003年大会 | ロトルア ボーイズ ハイスクール（ニュージーランド）           | トンガ カレッジ（トンガ）                                    | セント アルバンス カレッジ（南アフリカ）                                       |               |
| 2004年大会 | ロトルア ボーイズ ハイスクール（ニュージーランド）           | 東福岡高等学校（福岡）                                       | エルメロ ハイスクール（南アフリカ）                                            |               |
| 2005年大会 | クライストチャーチ ボーイズ ハイスクール（ニュージーランド） | サウスポート スクール（オーストラリア）                      | ウォータークルーフ ハイスクール（南アフリカ）                                  |               |
| 2006年大会 | クライストチャーチ ボーイズ ハイスクール（ニュージーランド） | モニュメント ハイスクール（南アフリカ）                      | 東海大学付属仰星高等学校（大阪）                                               |               |
| 2007年大会 | ウェストフィールズ スポーツ ハイスクール（オーストラリア）   | 東福岡高等学校（福岡）                                       | クライストチャーチ ボーイズ ハイスクール（ニュージーランド）                   |               |
| 2008年大会 | グレンウッド ハイスクール（南アフリカ）                      | タルブ ハイスクール（フランス）                              | ギズボーン ボーイズ ハイスクール（ニュージーランド）                           |               |
| 2009年大会 | ダックス ランド ハイスクール（フランス）                     | 東福岡高等学校（福岡）                                       | グレンウッド ハイスクール（南アフリカ）                                        |               |
| 2010年大会 | ハミルトン ボーイズ ハイスクール（ニュージーランド）         | トルロ カレッジ（イングランド）                              | ヒルズ スポーツ ハイスクール（オーストラリア）                                 |               |
| 2011年大会 | ハミルトン ボーイズ ハイスクール（ニュージーランド）         | アイヴィーブリッジ コミュニティー カレッジ（イングランド）い | パール ボーイズ ハイスクール（南アフリカ）                                     |               |
| 2012年大会 | ケルストン ボーイズ ハイスクール（ニュージーランド）         | トルロ カレッジ（イングランド）                              | トンガ カレッジ（トンガ）                                                      |               |
| 2013年大会 | セント ケンティガン カレッジ（ニュージーランド）             | ハートプリー カレッジ（イングランド）                        | セント ジョセフス ナッジー カレッジ（オーストラリア）                          |               |
| 2014年大会 | ハミルトン ボーイズ ハイスクール（ニュージーランド）         | パール ボーイズ ハイスクール（南アフリカ                     | リセ ルイ ドゥ フォワ（フランス）                                              |               |
| 2015年大会 | ポール ルース ジムナジウム（南アフリカ）                     | ブリズベーン ボーイズ カレッジ（オーストラリア）             | スコッツ カレッジ（ニュージーランド）                                          |               |
| 2016年大会 | グレンウッド ハイスクール（南アフリカ）                      | 東福岡高等学校（福岡）                                       | ロトルア ボーイズ ハイスクール（ニュージーランド）                             |               |
| 2017年大会 | リセ ボルデバッス（フランス）                                | マウント アルバート グラマースクール（ニュージーランド）     | 東福岡高等学校（福岡）                                                         |               |
| 2018年大会 | ラトゥ カタヴレヴ スクール（フィジー）                       | ヘイスティングス ボーイズ ハイスクール（ニュージーランド）   | セント オーガスティンズ カレッジ（オーストラリア）                             |               |
| 2019年大会 | ポール ルース ジムナジウム（南アフリカ）                     | セント ピーターズ カレッジ（ニュージーランド）               | 桐蔭学園高等学校（神奈川）                                                     |               |
| 2020年大会 | 新型コロナウイルス感染症の世界的流行により中止               | 新型コロナウイルス感染症の世界的流行により中止               | 新型コロナウイルス感染症の世界的流行により中止                                 |               |
| 2021年大会 | 新型コロナウイルス感染症の世界的流行により中止               | 新型コロナウイルス感染症の世界的流行により中止               | 新型コロナウイルス感染症の世界的流行により中止                                 |               |
| 2022年大会 | 東海大学付属大阪仰星高等学校（大阪）                         | 京都成章高等学校（京都）                                     | 石見智翠館高等学校（島根）                                                     |               |
| 2023年大会 | ハミルトン ボーイズ ハイスクール（ニュージーランド）         | 東福岡高等学校（福岡）                                       | ネイピア ボーイズ ハイスクール（ニュージーランド）                             | [ 23 ]        |
| 2024年大会 | 大阪桐蔭高等学校（大阪）                                     | 桐蔭学園高等学校（神奈川）                                   | セント オーガスティンズ カレッジ（オーストラリア）                             | [ 24 ] [ 19 ] |
| 2025年大会 | 大阪桐蔭高等学校（大阪）                                     | 佐賀工業高等学校（佐賀）                                     | 東海大学付属大阪仰星高等学校（大阪）                                           | [ 25 ]        |
| 大会年     | 優勝                                                         | 準優勝                                                       | 3位                                                                            | 備考          |

### 女子7人制
初回大会は、国内4チームのみで開催。
| 大会年     | 優勝                                                      | 準優勝                                                   | 3位                                                  | 備考   |
| ---------- | --------------------------------------------------------- | -------------------------------------------------------- | ---------------------------------------------------- | ------ |
| 2013年大会 | 関東選抜                                                  | 福岡レディースRFC（福岡）                                | 近畿選抜、石見智翠館高等学校（島根）                 |        |
| 2014年大会 | 関東選抜                                                  | サンシャイン コースト スティングレイズ（オーストラリア） | 福岡レディースRFC（福岡）                            |        |
| 2015年大会 | ハミルトン ガールズ ハイスクール（ニュージーランド）      | 福岡レディースRFC（福岡）                                | 石見智翠館高等学校（島根）                           |        |
| 2016年大会 | 追手門学院高等学校（大阪）                                | 栃木県ストロベリーズ（栃木）                             | ハミルトン ガールズ ハイスクール（ニュージーランド） |        |
| 2017年大会 | セント マリーズ カレッジ（ニュージーランド）              | 國學院大學栃木高等学校（栃木）                           | ハートプリー カレッジ（イングランド）                |        |
| 2018年大会 | 石見智翠館高等学校（島根）                                | ハミルトン ガールズ ハイスクール（ニュージーランド）     | 追手門学院高等学校VENUS（大阪）                      |        |
| 2019年大会 | 福岡レディースRFC（福岡）                                 | 石見智翠館高等学校（島根）                               | 関東学院六浦高等学校（神奈川）                       |        |
| 2020年大会 | 新型コロナウイルス感染症の世界的流行により中止            | 新型コロナウイルス感染症の世界的流行により中止           | 新型コロナウイルス感染症の世界的流行により中止       |        |
| 2021年大会 | 新型コロナウイルス感染症の世界的流行により中止            | 新型コロナウイルス感染症の世界的流行により中止           | 新型コロナウイルス感染症の世界的流行により中止       |        |
| 2022年大会 | 追手門学院中学校・高等学校（大阪）                        | ブレイブルーヴ（東京）                                   | 佐賀県立佐賀工業高等学校（佐賀）                     |        |
| 2023年大会 | キングス クリスチャン カレッジ（オーストラリア）          | マヌクラ（ニュージーランド）                             | 福岡レディースRFC（福岡）                            | [ 23 ] |
| 2024年大会 | 福岡ラグビーフットボールクラブ（福岡レディースRFC、福岡） | 京都成章高等学校（京都）                                 | 関東学院六浦高等学校（神奈川）                       |        |
| 2025年大会 | 関東学院六浦高等学校 （神奈川）                           | 四日市メリノール学院高等学校（三重）                     | 福岡ラグビーフットボールクラブ（福岡）               | [ 25 ] |
| 大会年     | 優勝                                                      | 準優勝                                                   | 3位                                                  | 備考   |

## 予選会歴代優勝校
予選会は、1月1日から1月5日ごろまでの期間で、本大会と同じグローバルアリーナ（福岡県宗像市）で行われる。
出場資格は、全国高等学校ラグビーフットボール大会（通称「花園」）に出場していない、各都道府県予選における上位校。在学1・2年生で、登録選手28名以上を有する高校とする｡
優勝校は、日本チーム枠の1つとして4月からの本大会に出場できる。通称「裏花園」と呼ばれる。
2000年から2002年の間は、データ無し。
| 開催年 | 優勝校（本大会への出場権獲得校）                                                | 備考          |
| ------ | ------------------------------------------------------------------------------- | ------------- |
| 2003年 | 筑紫高等学校（福岡県筑紫野市）                                                  |               |
| 2004年 | 大阪工業大学高等学校（大阪市旭区）                                              |               |
| 2005年 | 伏見工業高等学校（京都市伏見区）                                                |               |
| 2006年 | 長崎北高等学校（長崎県長崎市）                                                  |               |
| 2007年 | 伏見工業高等学校（京都市伏見区）                                                |               |
| 2008年 | 常翔啓光学園高等学校（大阪府枚方市）                                            |               |
| 2009年 | 常翔学園高等学校（大阪市旭区）                                                  |               |
| 2010年 | 伏見工業高等学校（京都市伏見区）                                                |               |
| 2011年 | 京都成章高等学校（京都市西京区）                                                | [ 31 ]        |
| 2012年 | 伏見工業高等学校（京都市伏見区）                                                | [ 32 ]        |
| 2013年 | 東海大学付属仰星高等学校（大阪府枚方市）                                        | [ 33 ]        |
| 2014年 | 御所実業高等学校（奈良県御所市）                                                | [ 34 ]        |
| 2015年 | 常翔学園高等学校（大阪市旭区）                                                  | [ 35 ]        |
| 2016年 | 慶應義塾高等学校（神奈川県横浜市港北区）                                        | [ 36 ]        |
| 2017年 | 東海大学付属相模高等学校（神奈川県相模原市）                                    | [ 37 ]        |
| 2018年 | 東海大学付属相模高等学校（神奈川県相模原市）                                    | [ 38 ] [ 39 ] |
| 2019年 | 京都工学院高等学校（京都市伏見区）                                              | [ 40 ]        |
| 2020年 | 東海大学付属相模高等学校（神奈川県相模原市）                                    | [ 41 ]        |
| 2021年 | 大阪桐蔭高等学校（大阪府大東市）                                                | [ 42 ]        |
| 2022年 | 1日目開催後、中止。抽選で本大会出場校として天理高等学校（奈良県天理市）を選抜。 | [ 43 ]        |
| 2023年 | 慶應義塾高等学校（神奈川県横浜市港北区）                                        | [ 11 ] [ 44 ] |
| 2024年 | 御所実業高等学校（奈良県御所市）                                                | [ 45 ]        |
| 2025年 | 京都成章高等学校（京都市西京区）                                                | [ 31 ]        |